# Julie Armstrong
Julie Armstrong (* 12. Mai 1990 in Dundee, Schottland) ist eine ehemalige schottisch-kanadische Fußballspielerin auf der Position einer Stürmerin.

## Vereinskarriere

### Karrierebeginn und Karrierehöhepunkt um 2008
Julie Armstrong wurde am 12. Mai 1990 als Tochter von Gordon und Susan Armstrong in Dundee, der viertgrößten Stadt Schottlands, geboren. Beide Elternteile kamen ebenfalls in Dundee zur Welt. Im Alter von drei Jahren zog sie mit ihrer Familie nach Delta in der kanadischen Provinz British Columbia. Hier wuchs sie auch auf – genauer gesagt im Ortsteil Ladner – und übte ab ihrer Kindheit Ballsportarten wie Fußball, Softball, Volleyball oder Basketball aus. Ihr Vater trat als einer ihrer frühen Fußballtrainer in Erscheinung. Ihre Schullaufbahn führte sie mitunter an die Delta Secondary School, an deren Sportabteilung sie ebenfalls in den Sportarten Fußball, Basketball und Volleyball in Erscheinung trat. 2006 wurde sie als Athlete of the Year ihrer Schule ausgezeichnet. Auf Klubebene trat Armstrong unter anderem für den zum Surrey United SC gehörenden Nachwuchsausbildungsverein Surrey United Metro Club in Erscheinung. Für den Klub aus Surrey brachte sie es während ihrer dortigen Laufbahn auf drei Gold- und vier Silbermedaillen. Zumindest bis 2008 gehörte sie dem Vancouver Whitecaps Residency Program, dem renommierten Nachwuchsausbildungsprogramm des späteren Major-League-Soccer-Franchises Vancouver Whitecaps, an. 2008 hatte sie das dortige Prospect Program erfolgreich abgeschlossen. In diesem Jahr schaffte sie auch den Sprung in den U-20- und A-Nationalmannschaftskader Kanadas. Im selben Jahr hatte sie sich auch für die University of Oregon in Eugene im US-Bundesstaat Oregon eingeschrieben, konnte jedoch erst im darauffolgenden Jahr ihr Studium aufnehmen, da sie 2008 mit ihren Aktivitäten in den kanadischen Nationalteam vollends ausgelastet war.

### College-Laufbahn ab 2009
2009 startete Armstrong im Hauptfach Soziologie in ihr Freshman-Jahr an der Oregon, an der sie auch der Frauenfußballmannschaft der Oregon Ducks, der Sportabteilung der Universität, angehörte. In ihrem ersten Spieljahr stand die Offensivspielerin in 13 ihrer 18 Meisterschaftseinsätze in der Startformation und kam dabei auf eine Bilanz von drei Treffern und sechs Assists. Die Scorerpunkte betrachtet war sie in diesem Spieljahr die zweiterfolgreichste Spielerin ihres Teams und belegte zusammen mit einer Teamkollegin bei den Assists mannschaftsintern den ersten Rang. Ab ihrem Sophomore-Jahr wurde Armstrongs Spielbeteiligung bereits etwas weniger; so war sie nur mehr in sechs ihrer 16 Einsätze von Beginn an auf dem Spielfeld, blieb am Ende torlos und brachte es lediglich auf eine Torvorlage. Verletzungsbedingt – sie hatte sich eine Bänderdehnung im linken Knöchel zugezogen – fiel Armstrong in diesem Spieljahr zweieinhalb Monate aus. Etwas mehr Offensivstärke zeigte sie in ihrem Junior-Jahr 2011, in dem sie zwar auch nur in zehn ihrer 16 Meisterschaftseinsätze von Beginn an startete, aber es am Ende immerhin auf vier Treffer und drei Assists brachte, was ihr in der mannschaftsinternen Torschützenliste zusammen mit einer Mannschaftskollegin den ersten Platz einbrachte und sie in der internen Vorlagenliste auf Platz 2 rangierte. Auch in den Statistiken der Scorerpunkte und der spielentscheidenden Tore rangierte sie in diesem Jahr auf dem ersten Platz. In ihrem Senior-Jahr gehörte Armstrong nicht mehr der Mannschaft an. Im Frühjahr 2013 schloss sie ihr Studium mit einem Bachelor of Arts in Soziologie ab.
In der spielfreien Zeit an der Universität gehörte sie weiterhin den Vancouver Whitecaps an und absolvierte dabei sporadisch Einsätze für deren Frauenteam. Die Mannschaft trat bis 2012 in der zweitklassigen nordamerikanischen USL W-League, einer semiprofessionellen Fußballliga, in Erscheinung. Über ihren späteren Werdegang nach ihrem Universitätsabschluss ist nichts Näheres bekannt. Mit der Aufnahme des Surrey United Premier Women's Teams der Jahre 2004 bis 2014 in die Soccer Hall of Fame of British Columbia im Jahr 2020 schaffte auch Armstrong als Teil dieser Mannschaft den Weg in die Ruhmeshalle des Fußballsports ihrer Heimatprovinz.

## Nationalmannschaftskarriere
Anfang des Jahres 2008, als sie noch dem Nachwuchsprogramm der Vancouver Whitecaps angehörte, wurde die damals 17-Jährige von Even Pellerud für das in China stattfindendes Vier-Nationen-Turnier in die Kanadische A-Nationalmannschaft einberufen. Davor hatte sie in keiner einzigen Nachwuchsnationalmannschaft Kanadas gespielt, war vor der U-16 noch nicht einmal in einer Provinzauswahl gestanden oder hatte auch nicht dem National Training Centre-Programm des kanadischen Fußballverbands angehört. Im Laufe des Turniers wurden sie in allen drei Spielen gegen die USA, China und Finnland eingesetzt. Die Mannschaft konnte keines ihrer Länderspiele für sich entscheiden und beendete das Turnier auf Rang 3. Gleich im Anschluss an das Turnier nahm die Offensivspielerin an einem Trainingscamp der kanadischen U-20-Juniorinnen in Vancouver teil und wurde Ende Februar 2008 erneut in die A-Nationalmannschaft berufen. Mit dem Nationalkader nahm sie in weiterer Folge fünf Wochen lang an einer Europatour mit fünf Länderspielen, darunter drei Partien anlässlich des Zypern-Cups 2008, teil. Beim am 5. März 2008 stattfindenden Gruppenspiel gegen Russland erzielte Armstrong in der achten Spielminuten den Treffer zur 1:0-Führung ihres Teams und damit gleichzeitig das erste Tor des Turniers. Nachdem sie das zweite Gruppenspiel gegen Japan verpasst hatte, stand sie im Freundschaftsspiel gegen Schottland, das während des Turniers ausgetragen wurde, wieder in der Startformation. Die Kanadierinnen schafften es nach ihrem Sieg in Gruppe B bis ins Finale und besiegten in diesem die U-20-Auswahl der Vereinigten Staaten mit 3:2. Im weiteren Verlauf der Europatour kam sie am 14. März auch in einem Freundschaftsspiel gegen Frankreich zum Einsatz. Nur wenige Tage später berief Pellerud die 17 Jahre alte Angriffsspielerin für das CONCACAF Women’s Olympic Qualification Tournament, das CONCACAF-Qualifikationsturnier zum Fußballturnier der Olympischen Sommerspiele 2008 in den provisorischen 30-köpfigen Kader.
Unter Bob Birarda, der zu dieser Zeit auch ihr Trainer bei den Whitecaps war, und Ian Bridge nahm Armstrong mit dem kanadischen U-20-Aufgebot im Mai 2008 an einem Camp in den Vereinigten Staaten und im Juni 2008 in Camps in Vancouver und Kelowna teil. Diese dienten allesamt der Vorbereitung auf die im Juni ausgetragene CONCACAF U-20-Meisterschaft der Frauen des Jahres 2008. Nachdem sie noch als Stammspieler ins Turnier gestartet war, fand sie danach kaum Berücksichtigung mehr. Nach ihrem Einsatz im ersten Gruppenspiel musste sie ihren Mannschaftskolleginnen in den weiteren Gruppenspielen den Vortritt lassen und kam auch im Halbfinale nur zu einem Kurzeinsatz. Die Kanadierinnen schafften am Ende den Finaleinzug und besiegten im Endspiel die gleichaltrigen US-Amerikanerinnen mit 1:0. Nachdem sie zwischen September und Oktober 2008 unter Birarda und Bridge an weiteren Trainingscamps der U-20-Nationalmannschaft teilgenommen hatte und dem Kader auch während eines Vier-Nationen-Turniers in Chile angehörte, absolvierte sie mit dem Team im November 2008 die Vorbereitung auf die U-20-Weltmeisterschaft 2008, die ebenfalls in Chile stattfand. Ähnlich wie bei ihrem letzten großen Turnier erging es Armstrong aus bei der Weltmeisterschaft. Im ersten Gruppenspiel Kanadas, einem 2:0-Sieg über Japan, noch von Beginn an und über die vollen 90 Minuten auf dem Rasen, kam sie in den nächsten beiden Gruppenspielen gegen Deutschland und die DR Kongo nur mehr als Ersatzspielerin zu wenig Einsatzminuten. Als Dritter der Gruppe C schied Kanada frühzeitig aus dem Turnier aus. Über ein halbes Jahr später schien die mittlerweile 19-jährige Stürmerin im Juli 2009 anlässlich eines Camps in den Vereinigten Staaten noch einmal im kanadischen U-20-Aufgebot auf und dürfte danach nie wieder für ihr Heimatland berücksichtigt worden sein.

## Erfolge
mit Kanada
- Zypern-Cup-Sieger 2008

mit Kanada U20
- Sieger der CONCACAF U-20-Meisterschaft der Frauen 2008